# Marcella MacDonald
Marcella MacDonald est une nageuse américaine spécialiste de la nage en eau libre. En 2019, elle a déjà traversé avec succès la Manche dix-sept fois dont trois aller-retour.

## Biographie
Passionnée de nage en eau libre depuis l'âge de douze ans, elle se tourne vers le softball en entrant à l'université à dix-sept.
Marcella MacDonald complète le tour de l'île de Manhattan (28,5 miles) pour la première fois en 1993 et sa première traversée de la Manche à la nage le 6 juillet 1994 en 10 h 33 min,.
En 2001, elle devient la première Américaine à traverser la Manche à la nage aller-retour. C'est alors son troisième essai, les deux premiers ayant échoué en raison d'une blessure en 1999 et du mauvais temps l'année suivante.
En 2013, elle réussit la traversée entre l'Île Santa Catalina et San Pedro - appelée le Catalina ChannelSwim. Grâce à ça, elle réussit un Triple Crown of Open Water Swimming (en).
Elle tente en septembre 2018 la traversée de la Manche en partant de Belgique vers le Royaume-Uni mais doit abandonner pour cause de blessure après 19 h de nage. Le 6 juillet 2019, elle accompli sa dix-septième traversée de la Manche, 25 ans jour pour jour après sa première traversée.
En plus de la Manche, elle a réussi plusieurs marathon de nage en eau libre : le Florida Marathon Swim dans la baie de Tampa (24 miles), la traversée de du Long Island Sound près de New York, celle du canal Ka'iwi et du canal Maui à Hawaï. Elle a également traversé le Loch Ness à la nage.
En parallèle de son activité de nageuse, elle est podologue à Manchester dans le Connecticut.

## Distinctions
- 2005 : International Marathon Hall of Fame[1]
- 2011 : Open Water Swimming Woman of the Year[2]
- 2019 : International Swimming Hall of Fame[2]